# ブライアン・ボコック
ブライアン・ウィリアム・ボコック（Brian William Bocock, 1985年3月9日 - ）は、アメリカ合衆国バージニア州ハリソンバーグ出身の元プロ野球選手（遊撃手）。右投右打。

## 経歴

### プロ入りとジャイアンツ時代
2006年のMLBドラフトでサンフランシスコ・ジャイアンツから9巡目指名され入団。
2007年は、A+級サンノゼ・ジャイアンツでプレーした。
2008年は、オマー・ビスケールが怪我で離脱したため開幕戦に遊撃手として先発出場し、メジャーデビューを果たした。5月10日にビスケールの復帰でAAA級フレズノ・グリズリーズへ降格した。
2009年は、AA級コネチカット・ディフェンダーズで開幕を迎えた。その後、A+級サンノゼへ降格した。
2010年1月5日にフアン・ウリーベの枠を空けるため、DFAとなった。

### フィリーズ時代
2010年1月7日にトロント・ブルージェイズへウェーバーで移籍した。1月26日にウェーバーでフィラデルフィア・フィリーズへ移籍した。
開幕を傘下AAA級リーハイバレー・アイアンピッグスで迎え、6月29日にチェイス・アトリーが怪我で離脱したため、メジャーに昇格した。しかし、成績不振で数試合に出場後、降格した。その後、9月に再昇格し6試合に出場した。

### パイレーツ傘下時代
2011年8月2日にピッツバーグ・パイレーツとマイナー契約を結んだ。傘下AAA級インディアナポリス・インディアンズに異動した。オフにFAとなった。

### ブルージェイズ傘下時代
2011年12月31日にブルージェイズとマイナー契約を結ぶ。
2012年は、開幕を傘下AA級ニューハンプシャー・フィッシャーキャッツで迎えた。8月12日にAAA級ラスベガス・フィフティワンズへ昇格した。11月3日にDFAとなった。

### ナショナルズ傘下時代
2012年12月13日にワシントン・ナショナルズとマイナー契約を結んだ。
2013年は、傘下AAA級シラキュース・チーフスで迎えた。

### パイレーツ傘下復帰
2013年7月10日にトレードでパイレーツへ移籍し、傘下AAA級インディアナポリスへ異動となった。

### ロイヤルズ傘下時代
2013年12月5日にカンザスシティ・ロイヤルズとマイナー契約を結んだ。

## 詳細情報

### 年度別打撃成績
| 年 度    | 球 団    | 試 合 | 打 席 | 打 数 | 得 点 | 安 打 | 二 塁 打 | 三 塁 打 | 本 塁 打 | 塁 打 | 打 点 | 盗 塁 | 盗 塁 死 | 犠 打 | 犠 飛 | 四 球 | 敬 遠 | 死 球 | 三 振 | 併 殺 打 | 打 率 | 出 塁 率 | 長 打 率 | O P S |
| -------- | -------- | ----- | ----- | ----- | ----- | ----- | -------- | -------- | -------- | ----- | ----- | ----- | -------- | ----- | ----- | ----- | ----- | ----- | ----- | -------- | ----- | -------- | -------- | ----- |
| 2008     | SF       | 32    | 93    | 77    | 4     | 11    | 1        | 0        | 0        | 12    | 2     | 4     | 2        | 4     | 0     | 12    | 0     | 0     | 29    | 2        | .143  | .258     | .156     | .414  |
| 2010     | PHI      | 6     | 5     | 5     | 2     | 0     | 0        | 0        | 0        | 0     | 0     | 0     | 0        | 0     | 0     | 0     | 0     | 0     | 3     | 0        | .000  | .000     | .000     | .000  |
| MLB：2年 | MLB：2年 | 38    | 98    | 82    | 6     | 11    | 1        | 0        | 0        | 12    | 2     | 4     | 2        | 4     | 0     | 12    | 0     | 0     | 32    | 2        | .134  | .245     | .146     | .391  |

### 記録
MiLB
- オールスター・フューチャーズゲーム選出 1回：2007年

### 背番号
- 29 （2008年）
- 7 （2010年）